# Königsbach (Ecker)
Der Königsbach ist ein rechter Nebenbach der Ecker im sachsen-anhaltischen Landkreis Harz im Harz.
Er entspringt im zwischen dem Brocken und dessen Nebengipfel Königsberg gelegenen Goethemoor, fließt von dort talwärts nach Westen, wobei er noch einige Nebenbäche aufnimmt, und mündet dann an der Grenze zu Niedersachsen in die Ecker.
Im 17. Jahrhundert gab es Auseinandersetzungen über die Quelle des Königsbaches, die von braunschweigischer Seite mit der Eckerquelle gleichgesetzt wurde, um so einen Teil der Grafschaft Wernigerode zu beanspruchen. Die Grenzführung war daher bis nach dem Ende des Zweiten Weltkrieges im Oberverlauf des Königsbaches eine andere als heute.